# Bob Moore
Bob Moore, född 30 november 1932 i Nashville, Tennessee, död 22 september 2021, var en amerikansk basist och orkesterledare.
Som studiomusiker medverkade Moore på ett stort antal inspelningar, bland annat med Elvis Presley och Roy Orbison. Med Bob Moore Orchestra hade han 1961 en hit med låten "Mexico". Han har varit verksam inom många genrer, men har sina starkaste rötter i countrymusiken.
Moore är far till lofi-pionjären R. Stevie Moore.